# 瓦滕施泰因山 (拉萬塔爾阿爾卑斯山脈)
47°0′13″N 15°10′52″E / 47.00361°N 15.18111°E

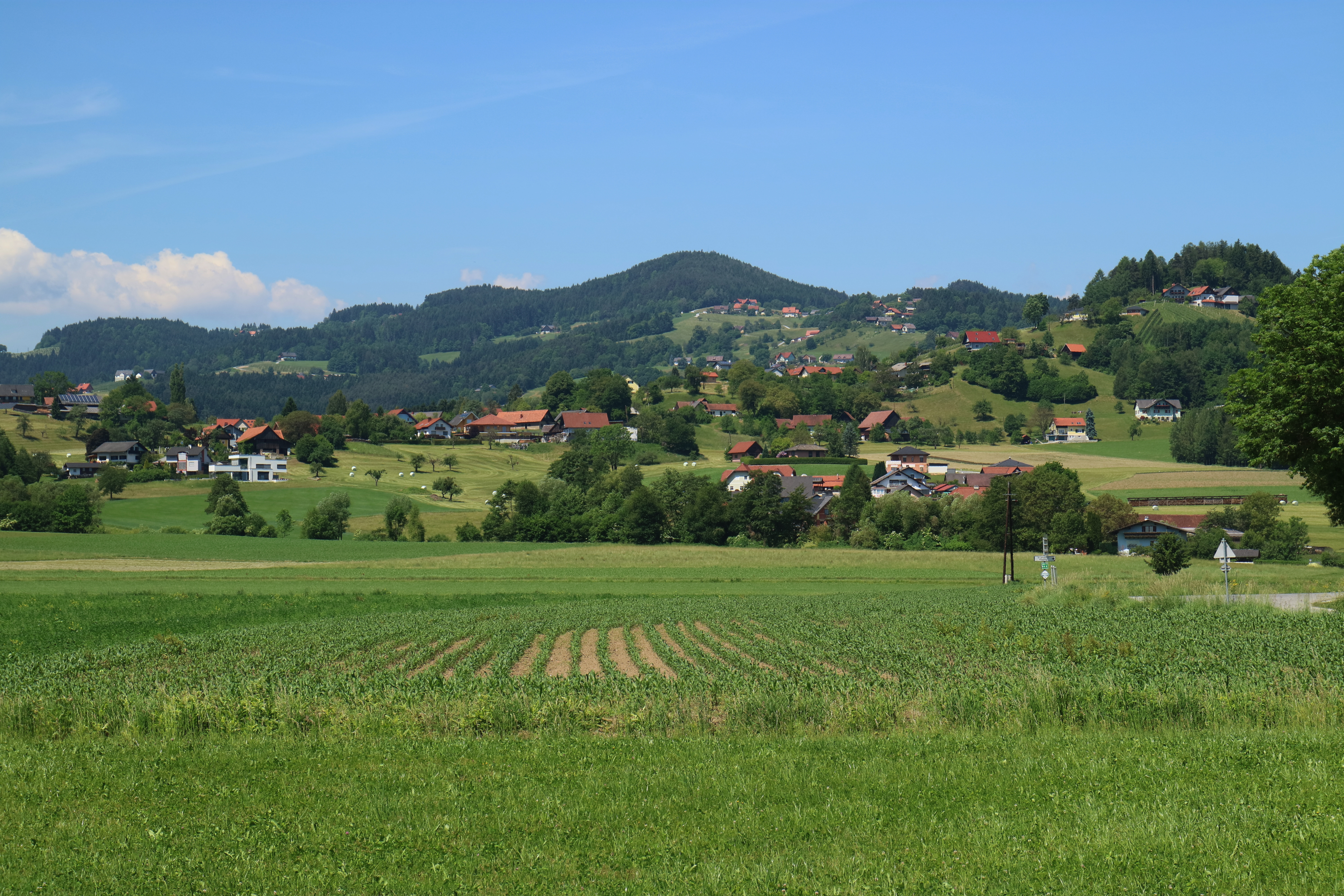

瓦滕施泰因山（德語：Wartenstein），是奧地利的山峰，位於該國東南部，由施泰爾馬克州負責管轄，屬於拉萬塔爾阿爾卑斯山脈的一部分，海拔高度803米，每年平均降雨量1,546毫米。